# Paullinia barbadensis
Paullinia barbadensis är en kinesträdsväxtart som beskrevs av Nikolaus Joseph von Jacquin. Paullinia barbadensis ingår i släktet Paullinia och familjen kinesträdsväxter. Inga underarter finns listade i Catalogue of Life.